# Campionat del Món de motociclisme de 1980
La temporada de 1980 del Campionat del món de motociclisme fou la 32a edició d'aquest campionat, organitzat per la FIM. Kenny Roberts, amb Yamaha, va aconseguir el seu tercer campionat de 500cc consecutiu en una temporada escurçada per les cancel·lacions de les rondes de Veneçuela i Àustria. Randy Mamola va prendre el relleu de Barry Sheene a Suzuki. Kawasaki va tornar a la categoria de 500cc amb una moto amb bastidor monocasc de quatre cilindres pilotada per Kork Ballington. Honda va tirar endavant amb la seva exòtica NR500 de quatre temps, però va començar a adonar-se que estava en desavantatge contra la competència de dos temps.
De la categoria de 350cc només se'n van córrer sis rondes, a les quals, el sud-africà Jon Ekerold, un autèntic pilot privat, va guanyar-li el campionat a Anton Mang, que corria patrocinat per la fàbrica Kawasaki. Mang va prendre-li el títol de 250cc al campió vigent Ballington, mentre que Pierpaolo Bianchi va guanyar el títol de 125cc. Eugenio Lazzarini va guanyar un disputat duel contra el suís Stefan Dörflinger i es va endur el campionat de 50cc per només 2 punts.

## Campions del món
Pilots
| 50cc         | 125cc           | 250cc      | 350cc       | 500cc         |
| ------------ | --------------- | ---------- | ----------- | ------------- |
| E. Lazzarini | Pier P. Bianchi | Anton Mang | Jon Ekerold | Kenny Roberts |

Constructors
| 50cc          | 125cc     | 250cc    | 350cc  | 500cc  |
| ------------- | --------- | -------- | ------ | ------ |
| V.V. Kreidler | Minarelli | Kawasaki | Bimota | Suzuki |

Sidecars
| Pilot / Passatger             | Constructor |
| ----------------------------- | ----------- |
| Jock Taylor / Benga Johansson | Yamaha      |

## Grans Premis

### Sistema de puntuació
Barem de puntuació de 1969 a 1987:
| Posició | 1  | 2  | 3  | 4 | 5 | 6 | 7 | 8 | 9 | 10 |
| Punts   | 15 | 12 | 10 | 8 | 6 | 5 | 4 | 3 | 2 | 1  |

### Calendari
| Cursa | Data         | Gran Premi                   | Circuit     |
| ----- | ------------ | ---------------------------- | ----------- |
| 1     | 11 de maig   | Gran Premi de les Nacions    | Misano      |
| 2     | 18 de maig   | Gran Premi d'Espanya         | Jarama      |
| 3     | 25 de maig   | Gran Premi de França         | Paul Ricard |
| 4     | 15 de juny   | Gran Premi de Iugoslàvia     | Opatija     |
| 5     | 28 de juny   | Dutch TT                     | Assen       |
| 6     | 6 de juliol  | Gran Premi de Bèlgica        | Zolder      |
| 7     | 27 de juliol | Gran Premi de Finlàndia      | Imatra      |
| 8     | 10 d'agost   | Gran Premi de Gran Bretanya  | Silverstone |
| 9     | 17 d'agost   | Gran Premi de Txecoslovàquia | Brno        |
| 10    | 24 d'agost   | Gran Premi d'Alemanya        | Nürburgring |

### Guanyadors
| Cursa | Gran Premi           | 50cc              | 125cc              | 250cc           | 350cc          | 500cc             | Resultats |
| ----- | -------------------- | ----------------- | ------------------ | --------------- | -------------- | ----------------- | --------- |
| 1     | GP de les Nacions    | Eugenio Lazzarini | Pier Paolo Bianchi | Anton Mang      | Johnny Cecotto | Kenny Roberts     | Resultat  |
| 2     | GP d'Espanya         | Eugenio Lazzarini | Pier Paolo Bianchi | Kork Ballington |                | Kenny Roberts     | Resultat  |
| 3     | GP de França         |                   | Ángel Nieto        | Kork Ballington | Jon Ekerold    | Kenny Roberts     | Resultat  |
| 4     | GP de Iugoslàvia     | Ricardo Tormo     | Guy Bertin         | Anton Mang      |                |                   | Resultat  |
| 5     | Dutch TT             | Ricardo Tormo     | Ángel Nieto        | Carlos Lavado   | Jon Ekerold    | Jack Middelburg   | Resultat  |
| 6     | GP de Bèlgica        | Stefan Dörflinger | Ángel Nieto        | Anton Mang      |                | Randy Mamola      | Resultat  |
| 7     | GP de Finlàndia      |                   | Ángel Nieto        | Kork Ballington |                | Wil Hartog        | Resultat  |
| 8     | GP de Gran Bretanya  |                   | Loris Reggiani     | Kork Ballington | Anton Mang     | Randy Mamola      | Resultat  |
| 9     | GP de Txecoslovàquia |                   | Guy Bertin         | Anton Mang      | Anton Mang     |                   | Resultat  |
| 10    | GP d'Alemanya        | Stefan Dörflinger | Guy Bertin         | Kork Ballington | Jon Ekerold    | Marco Lucchinelli | Resultat  |

### Accidents mortals
Dos pilots es van morir arran de sengles accidents al Gran Premi de Gran Bretanya: Patrick Pons (campió de Fórmula 750 el 1979) a la cursa de 500cc i Malcolm White a la de sidecars.

## Galeria

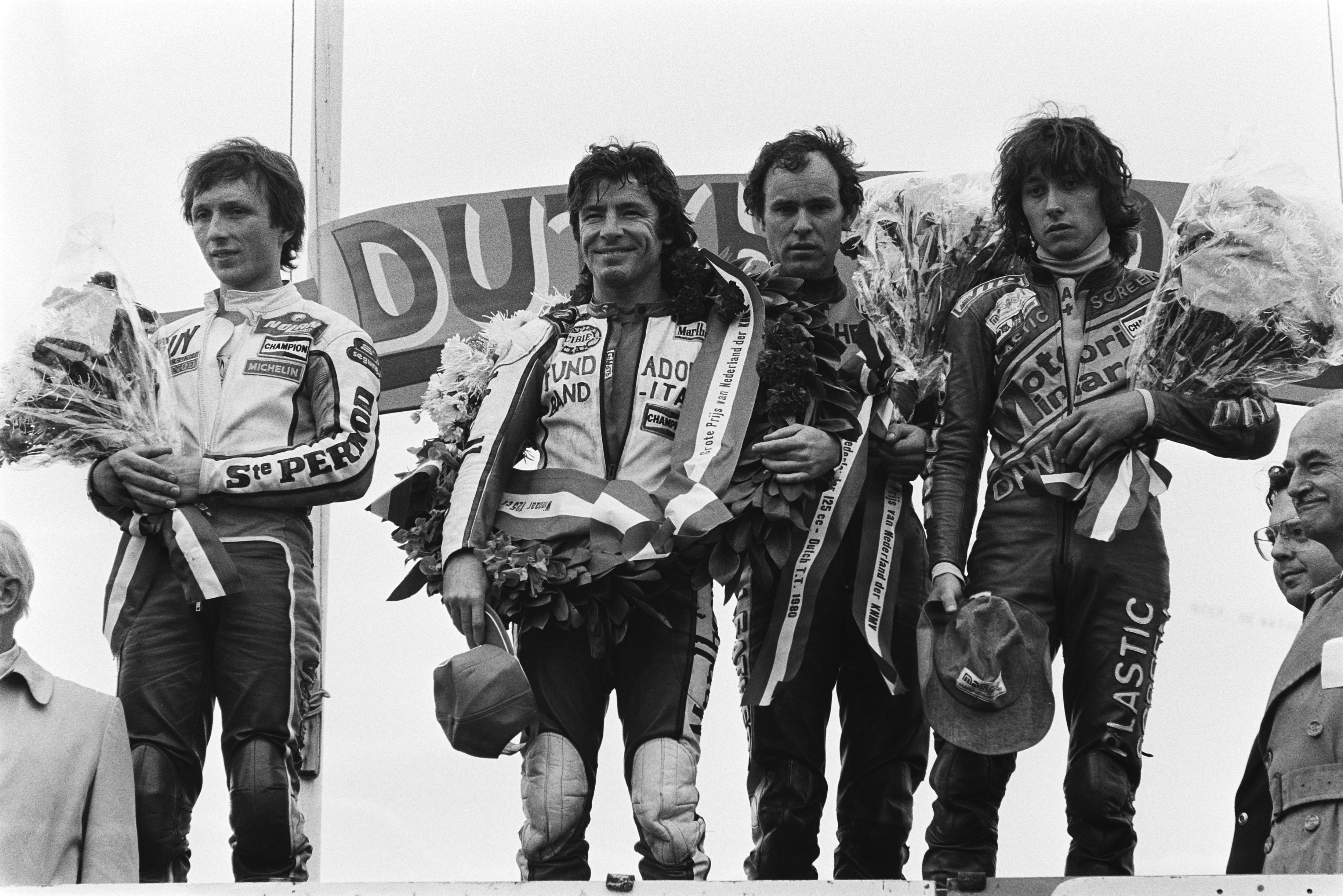
Ángel Nieto (segon per l'esquerra), tercer als 125cc
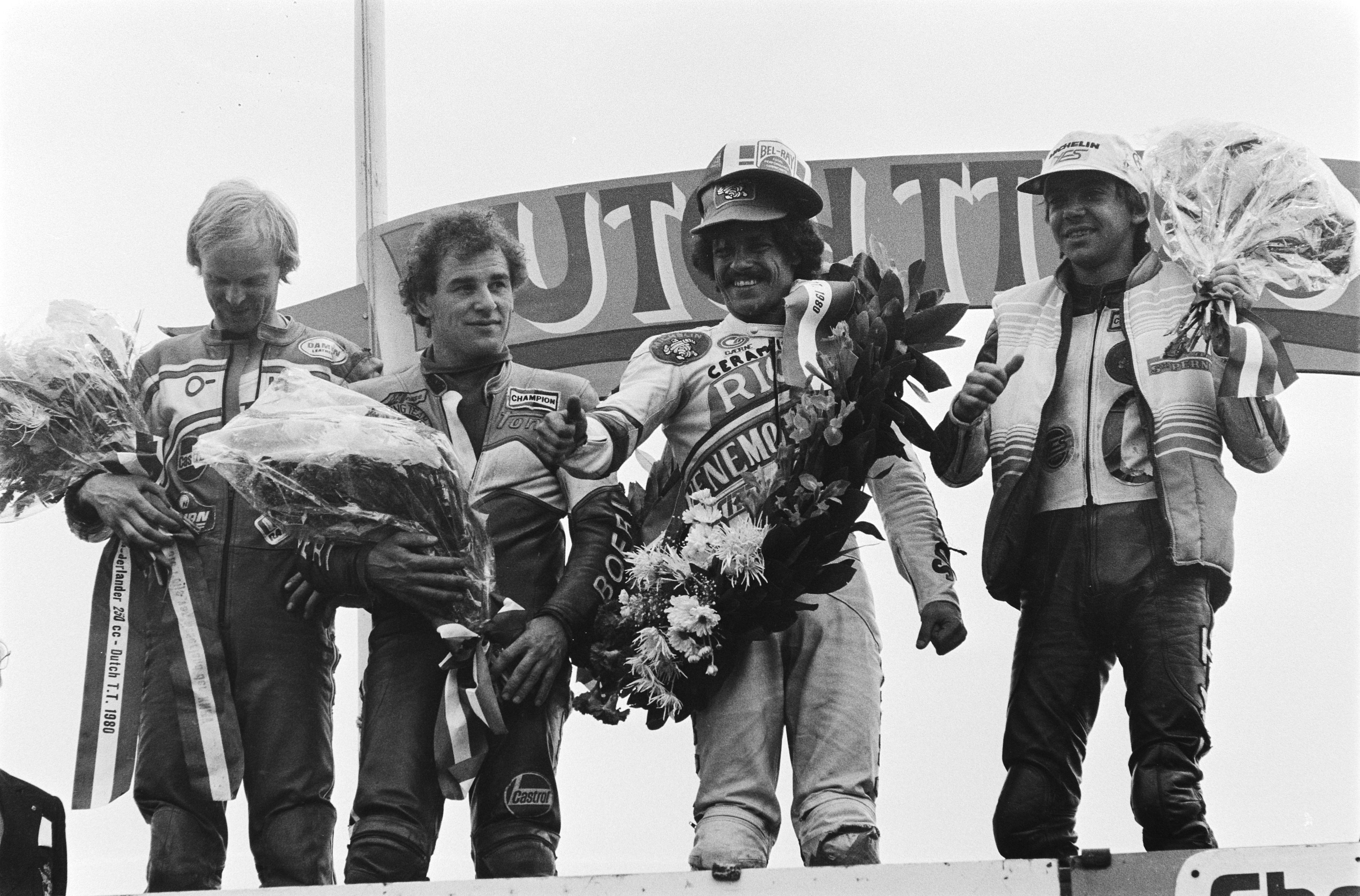
Anton Mang (segon per l'esquerra), campió de 250cc
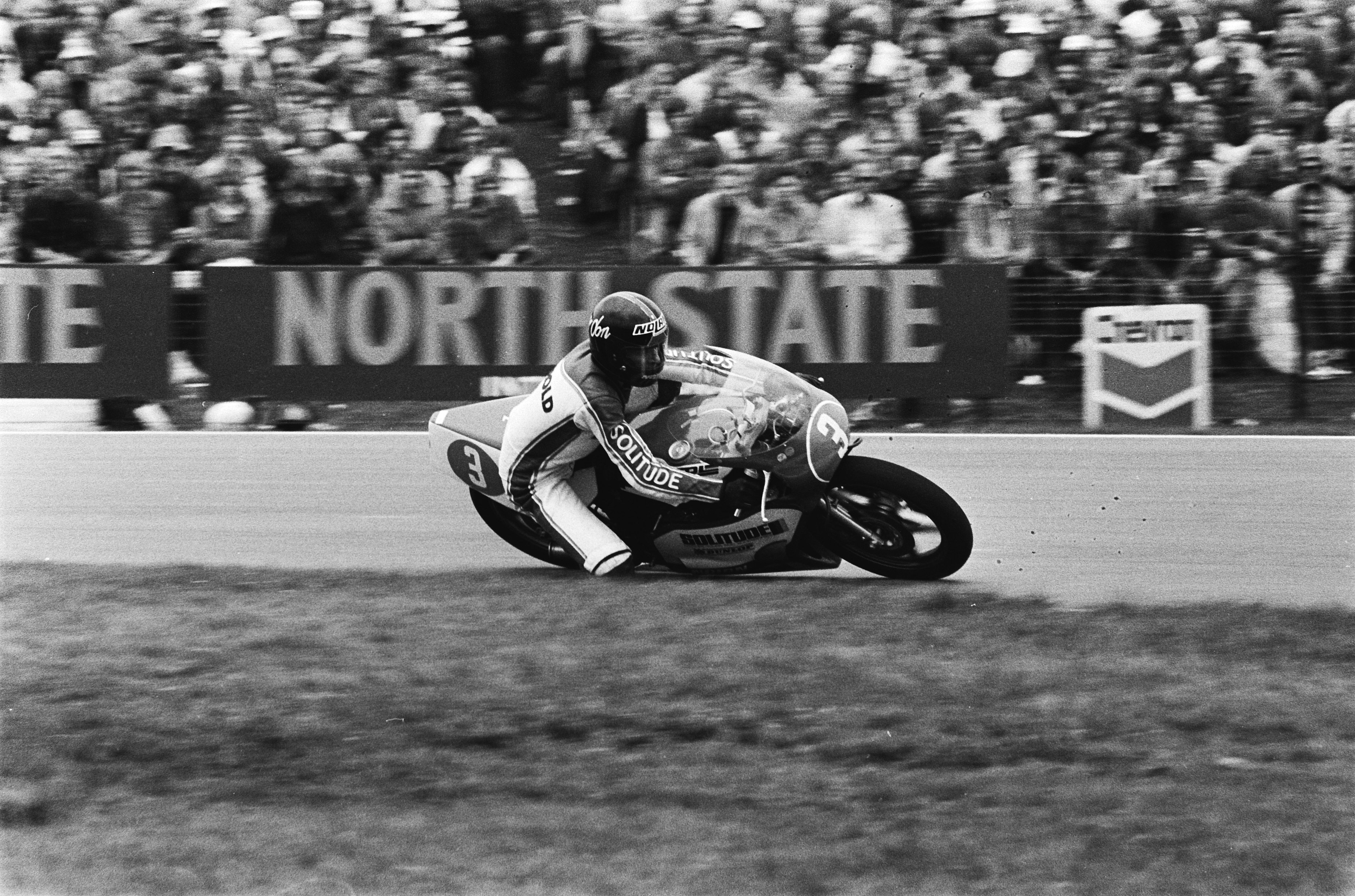
Jon Ekerold, campió de 350cc
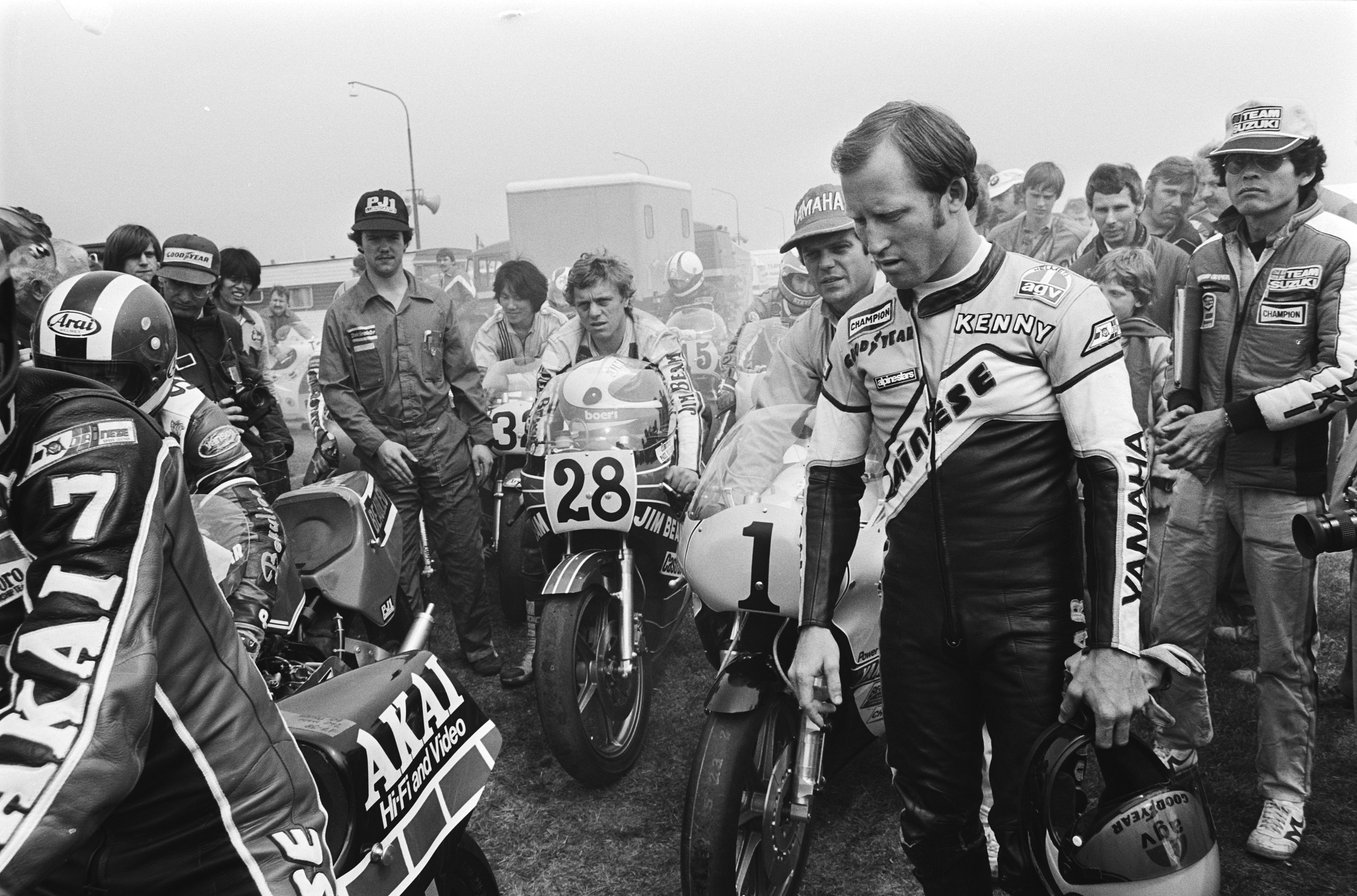
Kenny Roberts, campió de 500cc

## Classificació dels pilots

### 500 cc
| Pos | Pilot                 | Moto            | NAT · | ESP · | FRA · | NED · | BEL · | FIN · | GBR | GER · | Pts |
| --- | --------------------- | --------------- | ----- | ----- | ----- | ----- | ----- | ----- | --- | ----- | --- |
| 1   | Kenny Roberts         | Yamaha          | 1     | 1     | 1     | Ret   | 3     | 2     | 2   | 4     | 87  |
| 2   | Randy Mamola          | Suzuki          | Ret   | 3     | 2     | 5     | 1     | 4     | 1   | 5     | 72  |
| 3   | Marco Lucchinelli     | Suzuki          | Ret   | 2     | 3     | Ret   | 2     | Ret   | 3   | 1     | 59  |
| 4   | Franco Uncini         | Suzuki          | 2     | 7     | Ret   | 3     | 6     | 3     | 6   | 7     | 50  |
| 5   | Graziano Rossi        | Suzuki          | 3     | Ret   | 4     | 2     | Ret   | Ret   | 4   | Ret   | 38  |
| 6   | Wil Hartog            | Suzuki          | Ret   | Ret   |       | 19    | 5     | 1     | Ret | 3     | 31  |
| 7   | Johnny Cecotto        | Yamaha          | 4     | 6     | 9     | 6     | Ret   |       | 5   | 6     | 31  |
| 8   | Graeme Crosby         | Suzuki          | Ret   | 12    | 5     | 8     | 4     |       | 13  | 2     | 29  |
| 9   | Jack Middelburg       | Yamaha          | NVC   | 15    | 25    | 1     | Ret   | Ret   | 9   | 8     | 20  |
| 10  | Takazumi Katayama     | Suzuki / Honda  | 6     | 4     | 6     | Ret   |       | NVC   | 15  | 12    | 18  |
| 11  | Carlo Perugini        | Suzuki          | 5     | 10    | 13    | Ret   | 7     | 7     | Ret | 9     | 17  |
| 12  | Kork Ballington       | Kawasaki        | Ret   | 13    | 8     |       |       | 5     | 7   | 11    | 13  |
| 13  | Philippe Coulon       | Suzuki          | 9     | 8     | 16    | Ret   | 11    | 8     | 8   | Ret   | 11  |
| 14  | Boet van Dulmen       | Yamaha          | Ret   | 18    | 19    | 4     | 9     | Ret   | 16  | Ret   | 10  |
| 15  | Barry Sheene          | Yamaha          | 7     | 5     | Ret   | Ret   | NQ    |       | Ret |       | 10  |
| 16  | Patrick Pons          | Yamaha          | Ret   | Ret   | 10    | 10    | 8     | 6     | Ret |       | 10  |
| 17  | Michel Rougerie       | Suzuki          | NQ    | 11    | 7     | 14    | Ret   | 15    | Ret |       | 4   |
| 18  | Patrick Fernandez     | Yamaha          | Ret   | Ret   | Ret   | 7     | Ret   | 14    |     |       | 4   |
| 19  | Christian Estrosi     | Suzuki          | 8     | 16    | Ret   | Ret   | NQ    | NVC   |     |       | 3   |
| 20  | Sadao Asami           | Yamaha          | Ret   | Ret   | 12    |       | 15    | 9     | Ret | 15    | 2   |
| 21  | Michel Frutschi       | Yamaha          | Ret   | 9     | 22    | Ret   |       | 18    | Ret | Ret   | 2   |
| 22  | Henk de Vries         | Suzuki          |       |       |       | 9     | NQ    |       | 25  |       | 2   |
| 23  | Raymond Roche         | Yamaha          | Ret   | NQ    | 11    |       | 12    | 10    | 14  |       | 1   |
| 24  | Bernard Fau           | Suzuki          | Ret   | Ret   | 15    |       | 10    | Ret   | Ret |       | 1   |
| 25  | Dave Potter           | Yamaha          |       |       |       | 15    | NQ    |       | 10  |       | 1   |
| 26  | Sergio Pellandini     | Suzuki          | 10    |       | 21    |       |       |       |     | Ret   | 1   |
| 27  | Gustav Reiner         | Suzuki          |       |       |       |       | Ret   |       | 22  | 10    | 1   |
| 28  | Maurizio Massimiani   | Yamaha          | 11    |       | 23    |       | 13    |       |     | 13    | 0   |
| 29  | Dale Singleton        | Yamaha          |       |       |       | 18    | Ret   |       | 11  | 16    | 0   |
| 30  | Franck Gross          | Suzuki          |       |       | 24    |       | Ret   | 11    |     | Ret   | 0   |
| 31  | Jeff Sayle            | Yamaha          | NQ    |       |       | 11    | Ret   |       | Ret | Ret   | 0   |
| 32  | Willem Zoet           | Suzuki          |       |       | 18    | 12    | 14    | Ret   | 19  | Ret   | 0   |
| 33  | Gianfranco Bonera     | Yamaha          | 12    |       | 17    |       | Ret   |       |     |       | 0   |
| 34  | Lennart Bäcksröm      | Suzuki          |       |       |       |       |       | 12    |     |       | 0   |
| =   | John Newbold          | Suzuki          |       |       |       |       |       |       | 12  |       | 0   |
| 36  | Seppo Rossi           | Suzuki          | NQ    | 14    | 14    |       | 16    | 13    | Ret | 23    | 0   |
| 37  | Markku Matikäinen     | Suzuki / Yamaha | NQ    | 19    | 20    | 13    | Ret   | NQ    |     |       | 0   |
| 38  | Giorgio Paci          | Suzuki          | 13    |       | NVC   |       |       |       |     |       | 0   |
| 39  | Stewart Avant         | Suzuki          |       |       |       |       | NQ    |       | Ret | 14    | 0   |
| 40  | Richard Hubin         | Yamaha          | 14    | Ret   |       |       |       |       |     |       | 0   |
| 41  | Werner Nenning        | Yamaha / Suzuki | NQ    | Ret   |       | Ret   |       | 16    | 23  | 18    | 0   |
| 42  | Mike Grant            | Suzuki          |       |       |       | 16    |       | Ret   |     |       | 0   |
| 43  | Steve Parrish         | Suzuki          |       |       |       | 17    | NQ    |       | 17  | 17    | 0   |
| 44  | Hubert Rigal          | Yamaha          |       | 17    | Ret   | Ret   | NQ    | 17    | Ret |       | 0   |
| 45  | Kenny Blake           | Yamaha          |       |       |       |       | 17    |       |     |       | 0   |
| 46  | Roger Marshall        | Suzuki          |       |       |       |       |       |       | 18  |       | 0   |
| 47  | Max Wiener            | Suzuki          |       |       |       |       |       | 19    |     | 25    | 0   |
| 48  | Josef Hage            | Suzuki          |       |       |       |       |       |       |     | 19    | 0   |
| 49  | Peter Sjöström        | Suzuki          |       | NQ    | NQ    |       | NQ    | Ret   | 20  |       | 0   |
| 50  | Peter Ammann          | Suzuki          |       |       |       |       |       |       |     | 20    | 0   |
| 51  | Giovanni Pelletier    | Morbidelli      | Ret   | NQ    | NQ    |       | NQ    |       |     | 21    | 0   |
| 52  | Phil Henderson        | Suzuki          |       |       |       |       |       |       | 21  |       | 0   |
| 53  | Wolfgang von Muralt   | Yamaha          |       |       |       |       |       |       |     | 22    | 0   |
| 54  | Jurgen Steiner        | Suzuki          |       |       |       |       |       |       |     | 24    | 0   |
| =   | Gerhardt Vogt         | Suzuki          |       |       |       |       |       |       | 24  |       | 0   |
| 56  | Michael Schmid        | Suzuki          |       |       |       |       |       |       |     | 26    | 0   |
| 57  | Alois Tost            | Yamaha          |       |       |       |       |       |       |     | 27    | 0   |
| 58  | Bruno Kölble          | Yamaha          |       |       |       |       |       |       |     | 28    | 0   |
| 59  | Rolf Schneider        | Suzuki          |       |       |       |       |       |       |     | 29    | 0   |
| -   | Gianni Rolando        | Suzuki          | Ret   | Ret   |       |       |       |       | Ret |       | 0   |
| -   | Carlo Prati           | Suzuki          | Ret   |       |       |       |       |       |     | Ret   | 0   |
| -   | Jon Ekerold           | Suzuki          |       |       |       | Ret   |       |       | NVC | NVC   | 0   |
| -   | Cristian Sarron       | Yamaha          | Ret   | NVC   |       |       |       |       |     |       | 0   |
| -   | Elmar Renner          | Suzuki          |       | NQ    |       |       |       |       |     | Ret   | 0   |
| -   | Skip Aksland          | Yamaha          |       | Ret   |       |       |       |       |     |       | 0   |
| -   | Clemens Driesch       | Suzuki          |       |       |       |       |       |       |     | Ret   | 0   |
| -   | Adelio Faccioli       | Suzuki          |       |       |       |       |       | Ret   |     |       | 0   |
| -   | Virginio Ferrari      | Cagiva          |       |       |       |       |       |       |     | Ret   | 0   |
| -   | Gregg Hansford        | Kawasaki        |       |       |       |       |       |       |     | Ret   | 0   |
| -   | Klaus Klein           | Suzuki          |       |       |       |       |       |       |     | Ret   | 0   |
| -   | Kimmo Kopra           | Yamaha          |       |       |       |       |       | Ret   |     |       | 0   |
| -   | Steve Manship         | Yamaha          |       |       |       |       |       |       | Ret |       | 0   |
| -   | Alan Nies             | Suzuki          |       |       |       |       | Ret   |       |     |       | 0   |
| -   | Fritz Reitmaier       | Suzuki          |       |       |       |       |       |       |     | Ret   | 0   |
| -   | Peter Sköld           | Suzuki          |       |       |       |       |       | Ret   |     |       | 0   |
| -   | Freddie Spencer       | Yamaha          |       |       |       |       | Ret   |       |     |       | 0   |
| -   | Graham Wood           | Yamaha          |       |       |       |       |       |       | Ret |       | 0   |
| -   | Dick Alblas           | Suzuki          |       |       |       | NVC   |       |       |     |       | 0   |
| -   | Ron Haslam            | Honda           |       |       |       |       |       |       | NVC |       | 0   |
| -   | Anton Mang            | Kawasaki        |       |       |       |       |       | NVC   |     |       | 0   |
| -   | Philippe Chaltin      | Suzuki          |       |       |       |       | NQ    |       |     |       | 0   |
| -   | Didier de Radigues    | Yamaha          |       | NQ    |       |       |       |       |     |       | 0   |
| -   | Carlos de San Antonio | Suzuki          |       | NQ    |       |       |       |       |     |       | 0   |
| -   | Tony García           | Suzuki          |       | NQ    |       |       |       |       |     |       | 0   |
| -   | Gary Lingham          | Suzuki          |       | NQ    |       |       |       |       |     |       | 0   |
| -   | Timo Pohjola          | Suzuki          |       |       |       |       |       | NQ    |     |       | 0   |
| Pos | Pilot                 | Moto            | NAT · | ESP · | FRA · | NED · | BEL · | FIN · | GBR | GER · | Pts |

| Color   | Resultat                       |
| ------- | ------------------------------ |
| Or      | Guanyador                      |
| Argent  | 2n lloc                        |
| Bronze  | 3r lloc                        |
| Verd    | Va acabar sumant punts         |
| Blau    | Va acabar sense sumar punts    |
| Blau    | No classificat (NC)            |
| Porpra  | Es retirà (Ret o DNF)          |
| Vermell | No qualificat (NQ o DNQ)       |
| Vermell | No pre-qualificat (NPQ o DNPQ) |
| Negre   | Desqualificat (DSQ)            |
| Blanc   | No va començar (NVC o DNS)     |
| Blanc   | Abandonà (AB o WD)             |
| Blanc   | Retirat per lesió (LES)        |
| Blanc   | Cursa cancel·lada (C)          |
| Gris    | No va entrenar (NE o DNP)      |
| Gris    | No va arribar (NA o DNA)       |
| Gris    | Exclòs (EX)                    |

### 350 cc
| Posició | Pilot               | Moto     | Punts | Victòries |
| ------- | ------------------- | -------- | ----- | --------- |
| 1       | Jon Ekerold         | Yamaha   | 63    | 3         |
| 2       | Anton Mang          | Kawasaki | 60    | 2         |
| 3       | Jean-François Baldé | Kawasaki | 38    | 0         |
| 4       | Johnny Cecotto      | Yamaha   | 37    | 1         |
| 5       | Jeff Sayle          | Yamaha   | 25    | 0         |
| 6       | Eric Saul           | Yamaha   | 24    | 0         |
| 7       | Jacques Cornu       | Yamaha   | 21    | 0         |
| 8       | Massimo Matteoni    | Yamaha   | 19    | 0         |
| 9       | Walter Villa        | Yamaha   | 16    | 0         |
| 10      | Patrick Fernandez   | Yamaha   | 12    | 0         |

### 250 cc
| Posició | Pilot               | Moto       | Punts | Victòries |
| ------- | ------------------- | ---------- | ----- | --------- |
| 1       | Anton Mang          | Kawasaki   | 128   | 4         |
| 2       | Kork Ballington     | Kawasaki   | 87    | 5         |
| 3       | Jean-François Baldé | Kawasaki   | 59    | 0         |
| 4       | Thierry Espié       | Yamaha     | 53    | 0         |
| 5       | Roland Freymond     | Morbidelli | 46    | 0         |
| 6       | Carlos Lavado       | Yamaha     | 29    | 1         |
| 7       | Gianpaolo Marchetti | Yamaha     | 28    | 0         |
| 8       | Jacques Cornu       | Yamaha     | 26    | 0         |
| 9       | Eric Saul           | Yamaha     | 24    | 0         |
| 10      | Patrick Fernandez   | Yamaha     | 16    | 0         |

### 125 cc
| Posició | Pilot               | Moto       | Punts | Victòries |
| ------- | ------------------- | ---------- | ----- | --------- |
| 1       | Pier Paolo Bianchi  | MBA        | 90    | 2         |
| 2       | Guy Bertin          | Motobécane | 81    | 3         |
| 3       | Angel Nieto         | Minarelli  | 78    | 4         |
| 4       | Bruno Kneubühler    | MBA        | 68    | 0         |
| 5       | Hans Müller         | MBA        | 64    | 0         |
| 6       | Loris Reggiani      | Minarelli  | 63    | 1         |
| 7       | Iván Palazzese      | MBA        | 28    | 0         |
| 8       | Maurizio Massimiani | Minarelli  | 20    | 0         |
| 9       | Peter Looijensteijn | MBA        | 18    | 0         |
| 10      | Barry Smith         | MBA        | 17    | 0         |
|         |                     |            |       |           |
| 12      | Ricardo Tormo       | MBA        | 13    | 0         |

### 50 cc
| Posició | Pilot             | Moto     | Punts | Victòries |
| ------- | ----------------- | -------- | ----- | --------- |
| 1       | Eugenio Lazzarini | Iprem    | 74    | 2         |
| 2       | Stefan Dörflinger | Kreidler | 72    | 2         |
| 3       | Hans Hummel       | Kreidler | 37    | 0         |
| 4       | Ricardo Tormo     | Kreidler | 36    | 2         |
| 5       | Henk van Kessel   | Kreidler | 31    | 0         |
| 6       | Hans Spaan        | Kreidler | 24    | 0         |
| 7       | Theo Timmer       | Bultaco  | 19    | 0         |
| 8       | Yves Dupont       | ABF      | 18    | 0         |
| 9       | Jacques Hutteau   | ABF      | 18    | 0         |
| 10      | Wolfgang Müller   | Kreidler | 15    | 0         |